# Les Méchins
Les Méchins es un municipio canadiense situado en la provincia de Quebec.

## Superficie
Les Méchins tiene una superficie de 441,39 km².

## Demografía
En 2021, tenía 995 habitantes, una densidad poblacional de 2,3 hab./km², y 671 viviendas.